# Swan 45
Lo Swan 45 (letteralmente Cigno 45, ove 45 rappresenta la lunghezza in piedi dell'imbarcazione) è una barca a vela da regata, la cui classe è riconosciuta dalla International Sailing Federation.

## Storia
Ideato da Germán Frers nel 2002 in collaborazione con il cantiere navale Nautor Swan.

## Descrizione
Lungo 45 piedi, pari a 13,71 metri, è una tra le lunga delle imbarcazioni della categoria Yacht.